# 斯滕代站
斯滕代站是拉脱维亚文茨皮尔斯-图库姆斯铁路线上的一个火车站，车站建于1901年并于当年投入使用。